# Клоп-черепашка болотяна
Клоп-черепашка болотяна (Eurygaster testudinaria) — вид клопів з родини клопів-черепашок (Scutelleridae).

## Поширення
Вид поширений в Європі та Азії від Іспанії та Великої Британії на схід до Японії. Віддає перевагу вологим місцям, але зустрічається і в сухих середовищах. Населяє торфовища, осоки, болота, береги водойм, луки, галявини, перелоги та узбіччя доріг.

## Опис
Клоп із злегка видовженим овальним тілом довжиною від 7 до 11 мм. Забарвлення мінливе; домінуючим кольором може бути блідо-коричневий, коричневий, сірий, червоний або чорнуватий, причому коричневий є найпоширенішим. Малюнок зі світлих і темних смуг на верхній частині тіла варіюється від майже непомітного до чітко контрастного. Цей вид дуже важко відрізнити від Eurygaster maura, але testudinaria має невелику центральну западину в передній частині голови.

## Спосіб життя
Це сокосисний фітофаг із різних представників родин злакових, осокових та ситникових. Дорослі іноді також харчуються іншими рослинами, особливо чистотілом і айстровими. Активний з весни до осені. Дорослі особини зимують у сухих біотопах.